# Évecquemont
Évecquemont ist eine französische Gemeinde mit 759 Einwohnern (Stand 1. Januar 2022) im Département Yvelines in der Region Île-de-France. Die Einwohner werden Épiscomontois genannt.

## Geographie
Die Gemeinde liegt etwa 15 Kilometer östlich von Mantes-la-Jolie, dem Verwaltungssitz des Arrondissements.
Nachbargemeinden sind:
- Menucourt
- Vaux-sur-Seine
- Meulan-en-Yvelines
- Tessancourt-sur-Aubette
- Condécourt

## Sehenswürdigkeiten
Siehe: Liste der Monuments historiques in Évecquemont

## Bevölkerungsentwicklung

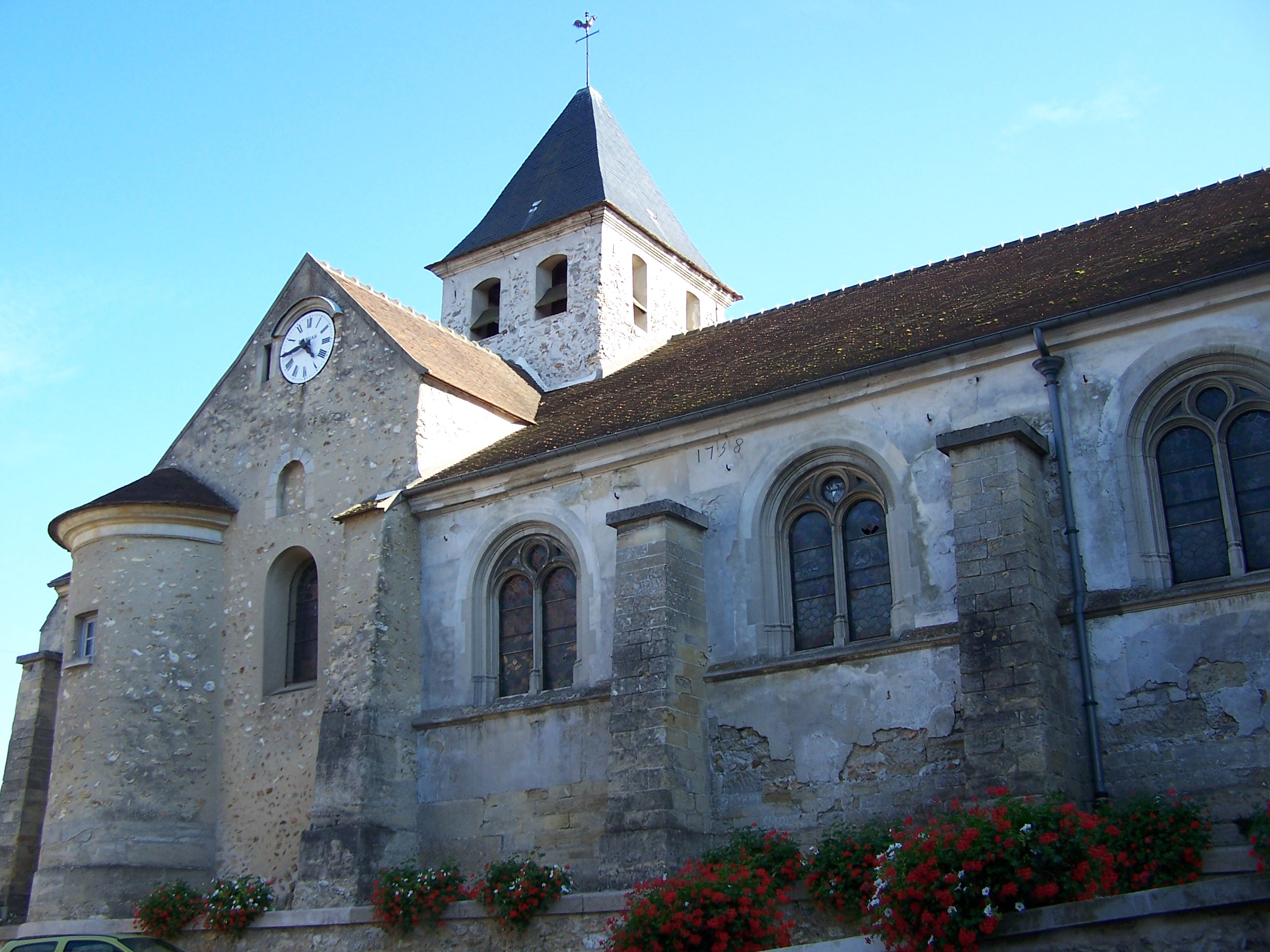
Kirche Notre-Dame-de-l’Assomption

| Jahr      | 1968 | 1975 | 1982 | 1990 | 1999 | 2006 | 2011 |
| Einwohner | 507  | 521  | 541  | 694  | 672  | 766  | 788  |